# Bačinci
Hosszúbács (szerbül Бачинци / Bačinci) falu Szerbiában, a Vajdaságban, a Szerémségi körzetben, Sid községben.

## Demográfiai változások
| 1948 | 1953 | 1961 | 1971 | 1981 | 1991 | 2002 |
| ---- | ---- | ---- | ---- | ---- | ---- | ---- |
| 1785 | 1815 | 1694 | 1538 | 1324 | 1298 | 1374 |